# Cetinjska gimnazija
Cetinjska gimnazija, prva crnogorska gimnazija, osnovana u jesen 1880. godine pod imenom Knjaževsko - realna gimnazija. 1883. godine za prvog ravnatelja postavljen je profesor Jovan Pavlović, iste godine usvojen  Školski zakon za učeničke gimnazije.

### Povijest
U početku je Cetinjska gimnazija bila smještena u Cetinjskom manastiru gdje je bio otvoren i internat (orig. Pitomački zavod) a od 1884. do 1915. je bila smještena u prizemlju Biljarde. Godine 1884. imala je 53 učenika i 5 profesora. 
1885. godine Cetinjska gimnazija je programski prešla s realne na klasičnu, da bi se dvije godine kasnije ponovo vratila na realnu. 1902. godine je iz niže prerasla u višu gimnaziju.
Od 1907. Cetinjsku gimnaziju su mogle pohađati i djevojke koje su se dotad školovale na Djevojačkom institutu na Cetinju .
Godine 1910. broj učenika premašivao je 300.
Između 1915. do 1918. godine, zbog Prvog svjetskog rata nije radila, a obnovila je rad 1919. godine u jednom od dvoraca (Plavi dvorac) na Cetinju. 
Od 1947. Cetinjska gimnazija ima svoju velebnu zgradu gdje se i danas nalazi.

## Vanjske poveznice
Historijat Cetinjske gimnazije  Arhivirana inačica izvorne stranice od 26. srpnja 2008. (Wayback Machine)